# Camper and Nicholsons
Camper and Nicholsons International SA，簡稱Camper and Nicholsons，在1782年，由Frances Calense由倫敦航塢工作，遷至漢普郡戈斯波特。
而該公司是當時最古老休閒海事公司行業，現時為全球經營豪華遊艇之經紀、包租、推銷、管理及建造。
2016年9月30日，香港上市公司麗新國際和麗新發展以13,080,896歐元（113,804,000 港元）收購從意大利芬坎蒂尼該公司所持有49.95%股權。

## 外部連結
- Camper & Nicholsons International（页面存档备份，存于），經營豪華遊艇之經紀、包租、推銷、管理及建造。
- Camper and Nicholsons Yachting（页面存档备份，存于）
- Camper and Nicholsons Marinas（页面存档备份，存于）
- Full History of Camper and Nicholsons（页面存档备份，存于）
- CNI and CampInteractive Partnership